# إبراهيم خليل خان
إبراهيم خلـيل خان (بالأذرية: İbrahim Xəlil xan) هو سياسي إيراني، ولد في 1732 في شوشا في أذربيجان، وتوفي بنفس المكان في 18 يوليو 1806.